# My Insanity

Sänger und Komponist Christian Faust

My Insanity ist eine Dark-Rock-Band aus Lutherstadt Eisleben in Deutschland, die in ihrer Musik Metal mit Elektronik-Elementen, wie Keyboard und Synthesizer, vereint.

## Geschichte
Im Herbst 1996 formte sich in Eisleben aus Christian Fausts Bandprojekt Crypt die Gothic-Metal-Band My Insanity, powered by Below (Bass, später auch mal Gitarre) und Lorenz (Gitarre).
Hierzu fand sich zusätzlich Keyboarder/Schlagzeuger Sascha Schettler.
Zwischenzeitlich wuchs die Band auf sechs Mitglieder an, als René Jauernik am Schlagzeug den Drumcomputer ersetzte und Mario Ermisch 1998 den zweiten Gitarrenpart übernahm. Die Songs von My Insanity wurden (ausschließlich) von Faust komponiert und von Schettler und Lorenz mit düsteren Texten versehen.
So folgten kleinere Auftritte in Jugendclubs der Umgebung.
Das selbst eingespielte Demoband landete zufällig bei Samael-Mastermind Xytraguptor (kurz Xy). Kurz darauf fanden sich My Insanity im Juni – Juli 1998 in den Woodhouse-Studios in Hagen wieder, wo sie ihr Debüt Still Dreams in violent Areas einspielten. Kurz danach trennte sich Lorenz von My Insanity. Mit dem ersten eigenen Album in der Tasche ging es 1999 als Support von Samael gemeinsam mit Lacuna Coil, Anathema und Grip Inc. auf „Into the Darkness“-Tour unter anderem durch Köln, Hamburg und Berlin.
Im Jahr 2000 wurde, wieder im Woodhouse-Studio, das zweite Album Solar Child aufgenommen. Da Gitarrist Mario nach der ersten Aufnahmewoche wegen der Einberufung ausfiel, übernahm Grip Inc.-Gitarrist Waldemar Sorychta einige Riffs. Das Album wurde weltweit veröffentlicht und wieder folgte eine vierwöchige Tour unter anderem mit den Stationen Paris und Genf. Kurz darauf verließ Schlagzeuger René, der auch Texte zu Solar Child beigesteuert hatte, die Band. Daher musste My Insanity vorerst mit einem Drum-Computer arbeiten.
2001 folgte die bisher größte Tour gemeinsam mit Therion und Evergrey, welche My Insanity von Italien über die Schweiz, Frankreich und Polen bis in den hohen Norden nach Schweden und Norwegen führte.
Sie ernteten vielfach Kritik für ihre künstlichen Drums, es wurde still um die Band und Trennungsgerüchte machten die Runde.
Doch im Oktober 2005 veröffentlichte My Insanity ihr drittes Album Scattered Soul Puzzle, welches im Winter 2004/2005 im eigenen Studio, den Outsane Studios, eingespielt wurde. Für die Aufnahme und alle späteren Auftritte wurde das Schlagzeug wieder besetzt – mit Sascha Schettler.

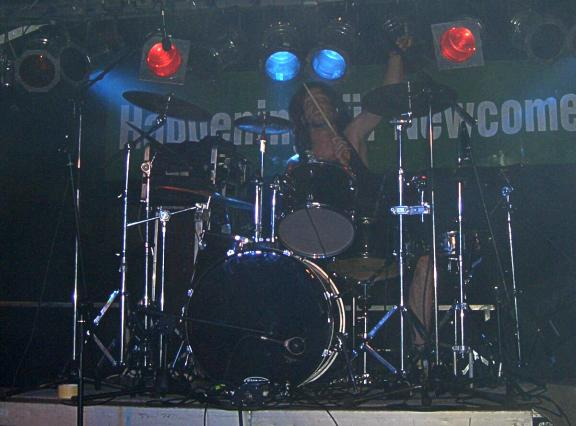
S. Schettler am Schlagzeug

Zuvor war die Band von Ende April bis Anfang Mai 2005 nach Kabul/Afghanistan gereist, um für die dort stationierten Soldaten der ISAF ein Konzert zu geben. Ermöglicht wurde dies durch die positiven Resonanzen der Stationierten im Kosovo, wo My Insanity schon zwei Jahre zuvor ein Konzert für die deutschen Soldaten gegeben hatte.
2006 drehten sie ein Musik-Video zum Song Some Days vom aktuellen Album.
Mitte 2007 verließ Gitarrist Mario Ermisch die Band, kehrte im Laufe des folgenden Jahres aber wieder zurück.
Im Oktober 2009 wurde das vierte Album Clean veröffentlicht.

## Stil

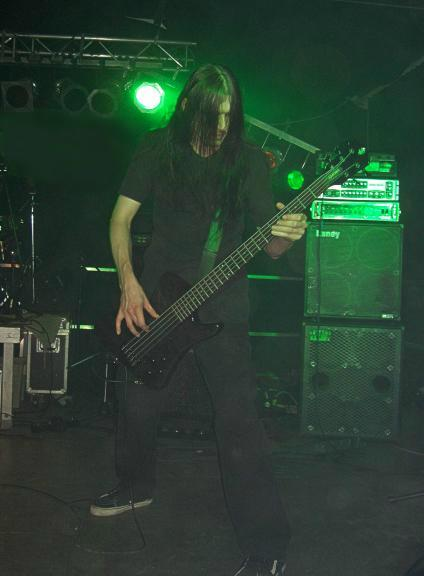
„Tieftonmaschine“ Tobias Below

My Insanity beginnen auf ihrem Erstling Still D.i.v.A. mit typischen Gothic-Elementen wie Orgelklängen, Streichern und Klavier-Parts, auch wurde Windrauschen und Wassertropfen eingefügt. Nicht zuletzt durch Faust's cleane Stimmfarbe liegt der Vergleich mit HIM und Dreadful Shadows nahe. Durchbrochen wird Faust's Gesang von Schettler's tiefen Shouts, die anders als wirkliche Growls auch ohne Textkenntnisse zu verstehen sind. Hierbei bewegen sich die Texte häufig um Tod, Verlust und Einsamkeit.
Es zeigt sich, dass die Band gerne Musikstile miteinander vermischt. So kommen kleine Jazzeinlagen, aggressive Schlagzeugsoli und ruhige Bassläufe genauso zum Tragen wie technisiert anmutende Keyboard-Intros und teilweise Stimmverzerrung.
Auf Solar Child zeichnet sich bereits eine Stil-Änderung ab. Obwohl man noch immer Gothic-Elemente hört, besitzt das Album deutliche Elektronik-Einflüsse. Oftmals nimmt man scheinbar computergenerierte Töne wahr. Dies gehört zum Gesamtkonzept, welches sich um dunkle Zukunftsgedanken, Gentechnik und Endzeit-Theorien dreht. Zusätzlich gibt es mehr deutliche Gitarrenriffs.

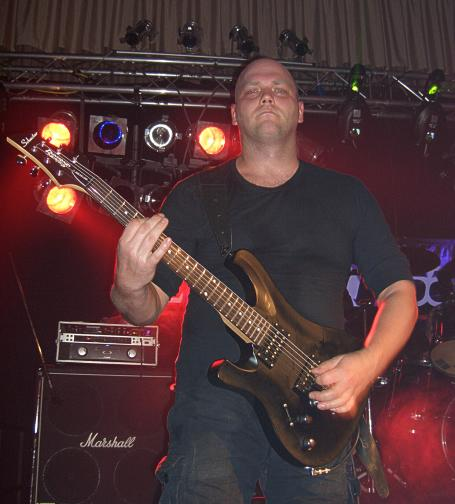
Gitarrist Mario Ermisch

Scattered Soul Puzzle, welches im eigenen Studio aufgenommen und von Faust gemischt wurde, erscheint als das persönlichste und vielfältigste Album. Man vernimmt mehr Akustik-Gitarren, der Song 'Tiefenrausch' vereint Doom und Reggae und im letzten Lied wird gänzlich auf das Schlagzeug verzichtet.
Während Fausts Stimme deutlich dunkler wirkt und sich in der Interpretationsart eher an die Alternative-Band Bush annähert, ist Schettler lediglich mit Backgroundvocals bedacht, da ihm das Schlagzeug keine Möglichkeit zum Singen lässt. Dafür gibt es einen kleinen weiblichen Gesangspart von Marie-Therésè Gabrowitsch.
Gothic-Elemente hört man kaum noch. Eher werden die Keyboards, die früher beispielsweise als Klavier zu hören waren, nun als elektronische Töne dargestellt. Bei Konzerten werden diese Passagen in Ermangelung eines Keyboarders von Festplatte eingespielt.
Die Besonderheit bei dem Albumtitel Zersplittertes Seelen-Puzzle liegt darin, dass es sich wörtlich genommen um ein solches handelt, denn die Songs um Drogen, Selbstverlust und Hass wurden von der Band in einem bestimmten Konzept zusammengestellt, das vom Platten-Label verändert wurde und somit das Bild, welches das Album zeigen sollte, zerstreut hat.

## Sonstiges
My Insanity bildet gemeinsam mit einem zusätzlichen Gitarristen und einem Schlagzeuger, der Schettler ablöst, damit dieser singen kann, die thrashige Death-Metal-Band Conductor.
Christian Faust gründete 2016 zusammen mit Jens Piezonka und Ex-„My Insanity“-Schlagzeuger René Jauernik eine neue Rock-Band namens Jacob's Fall, deren erstes Album 2017 erscheinen soll.

## Diskografie
- 1999: Still Dreams in Violent Areas (P.U.R)
- 2001: Solar Child (P.U.R.)
- 2005: Scattered Soul Puzzle (Season of Mist)
- 2009: Clean (Outsane Records, Wohnton Music)